# Susan C. Alberts
Susan Claire Alberts (* 1959) ist eine US-amerikanische Verhaltensbiologin an der Duke University.

## Leben und Wirken
Alberts erwarb 1983 am Reed College einen Bachelor in Biologie, 1987 an der University of California, Los Angeles, einen Master und 1992 bei Jeanne Altmann an der University of Chicago einen Ph.D. Der Titel ihrer Arbeit war Maturation and dispersal in male baboons: (Papio cynocephalus). Als Postdoktorandin arbeitete sie weiter an der University of Chicago, an der Harvard University und am Radcliffe College.
Seit 1998 hat sie an der Duke University eine Professur für Biologie inne. Stand 2020 ist sie Lehrstuhlinhaberin (Chair) für Evolutionäre Anthropologie. Von 2020 bis 2024 ist sie Mitglied des Präsidiums der Animal Behavior Society.
Alberts befasst sich mit dem Verhalten, der Ökologie, der Physiologie und der Genetik von Großsäugern. Insbesondere studiert sie im Rahmen des Amboseli Baboon Research Project, das sie gemeinsam mit Altmann leitet, soziale und biologische Determinanten der Fortpflanzung und des Überlebens bei Pavianen und im Rahmen des Amboseli Elephant Research Project (gegründet 1971 von Jeanne Altmann und ihrem Ehemann Stuart Altmann) im Amboseli-Nationalpark die Sozialökologie des Afrikanischen Elefanten. Ihre Arbeiten zu den gesundheitlichen Folgen des sozialen Status bei Pavianen haben Implikationen für den Menschen und andere soziale Säugetiere.
Alberts hat laut Google Scholar einen h-Index von 83, laut Datenbank Scopus einen von 62 (Stand jeweils September 2023).

## Auszeichnungen (Auswahl)
- 2012 Fellow der American Association for the Advancement of Science
- 2014 Mitglied der American Academy of Arts and Sciences[4][5]
- 2016 Cozzarelli Prize der Proceedings of the National Academy of Sciences of the United States of America (PNAS)[6]
- 2019 Mitglied der National Academy of Sciences[1]
- 2021 Sewall Wright Award
- 2022 BBVA Foundation Frontiers of Knowledge Award